# Jesmyn Ward
Jesmyn Ward (DeLisle, Misisipi, Estados Unidos; 1 de abril de 1977) es una escritora estadounidense, ganadora en dos ocasiones del Premio Nacional del Libro.

## Biografía

### Familia y juventud
Jesmyn Ward pertenece a una humilde familia afroamericana de la pequeña comunidad rural de DeLisle, en el condado de Harrison, Misisipi. Sus obras han retratado frecuentemente este entorno, así como algunos episodios dramáticos de su vida personal, como la inundación que sufrió la casa familiar a causa del huracán Katrina o el fallecimiento de su hermano en un accidente de tráfico provocado por un conductor ebrio.
En 1999 se licenció con un Bachelor of Arts en lengua inglesa y en 2000 se graduó de un Master of Arts en Medios y Comunicación, ambos en la Universidad Stanford. En 2005 se graduó de la Universidad de Míchigan con un Master of Fine Arts en Escritura Creativa. 
Trabajó en la Universidad de Nueva Orleans, fue profesora de escritura creativa en la Universidad del Sur de Alabama y en la actualidad es profesora asociada de inglés en la Universidad Tulane.

### Carrera literaria
En 2008 publicó su primera obra, Where the Line Bleeds. Su segunda novela, Salvage the Bones (traducida al español como Quedan los huesos), se publicó en 2011. Inspirada en los hechos del huracán Katrina, fue galardonada con el Premio Nacional del Libro y el Alex Award. En 2013 publicó Men We Reaped, una obra autobiográfica centrada en su hermano y otros cuatro jóvenes afroamericanos que perdieron la vida en su ciudad natal. Con este título fue finalista del Premio del Círculo de Críticos Nacional del Libro.
En 2017 vio la luz su tercera novela, La canción de los vivos y los muertos, (publicada originalmente como Sing, Unburied, Sing) con la que obtuvo de nuevo el Premio Nacional del Libro, siendo la primera mujer en recibir el galardón en dos ocasiones en la categoría de ficción.  Fue también finalista del Premio del Círculo de Críticos Nacional del Libro.

## Obras
- Where the Line Bleeds (2008)
- Quedan los huesos (Salvage the Bones, 2011)
- Men We Reaped (2013)
- The Fire This Time (2016)
- La canción de los vivos y los muertos (Sing, Unburied, Sing, 2017)
- Este mundo ciego (Let Us Descend, 2023)